# Cathy Priestner
Cathy Priestner (de son nom complet Catherine Ann Priestner), née le 27 mai 1956 à Windsor (Ontario), est une patineuse de vitesse canadienne.

## Biographie
Après avoir participé aux Jeux olympiques d'hiver de 1972 à Sapporo sans atteindre les places d'honneur, Cathy Priestner remporte la médaille d'argent olympique sur 500 m aux Jeux de 1976 à Innsbruck. Entre-temps, elle est médaillée de bronze aux Championnats du monde de sprint de patinage de vitesse 1975 à Göteborg.
Aux Jeux olympiques d'hiver de 1988 à Calgary, elle entre dans le stade en portant la torche olympique.